# Phymatodes alni
Phymatodes alni es una especie de escarabajo longicornio del género Phymatodes, tribu Callidiini, familia Cerambycidae. Fue descrita científicamente por Linné en 1767.
Se distribuye por Alemania, Inglaterra, Austria, Bélgica, Bosnia y Herzegovina, Bulgaria, Croacia, Dinamarca, España, Estonia, Finlandia, Francia, Grecia, Hungría, Italia, Kazajistán, Letonia, Lituania, Luxemburgo, Moldavia, Noruega, Nueva Guinea, Países Bajos, Polonia, Portugal, Rumania, Rusia europea, Eslovaquia, Eslovenia, Suecia, Suiza, República Checa, Turquía, Ucrania y Yugoslavia. Mide 3,2-7 milímetros de longitud. El período de vuelo ocurre en los meses de marzo, abril, mayo y junio. Parte de su dieta se compone de plantas de las familias Betulaceae, Fagaceae, Oleaceae, entre otras.